# Pedro Anaya

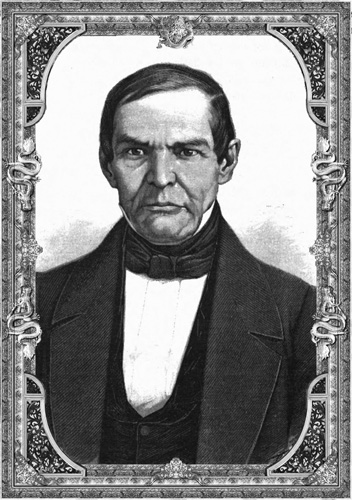

Pedro María de Anaya y de Álvarez (San Mateo de Huichapan, 16 juni 1794 - Mexico-Stad, 21 mei 1854) was een Mexicaans politicus en militair. In 1847 en 1848, tijdens de Amerikaans-Mexicaanse Oorlog was hij gedurende enkele maanden president.
Hij voerde de Mexicaanse troepen aan tijdens de Slag om Churubusco gebrek aan munitie noopte hem zich over te geven aan de Amerikanen. Toen de Amerikaanse generaal Twiggs hem vroeg zijn ammunitie in te leveren, zei hij: "Als ik nog munitie had, zat u hier niet." Een metrostation in de buurt van Churubusco is tegenwoordig naar Anaya genoemd.
- Biblioteca Nacional de España: XX831305
- Library of Congress Control Number: nr93045920
- SNAC: w66r8b3s
- Virtual International Authority File: 24478267
- WorldCat: E39PBJqk9XpPVrDtk9RhM7wwG3